# Horsfieldia
Horsfieldia är ett släkte av tvåhjärtbladiga växter. Horsfieldia ingår i familjen Myristicaceae.

## Bildgalleri

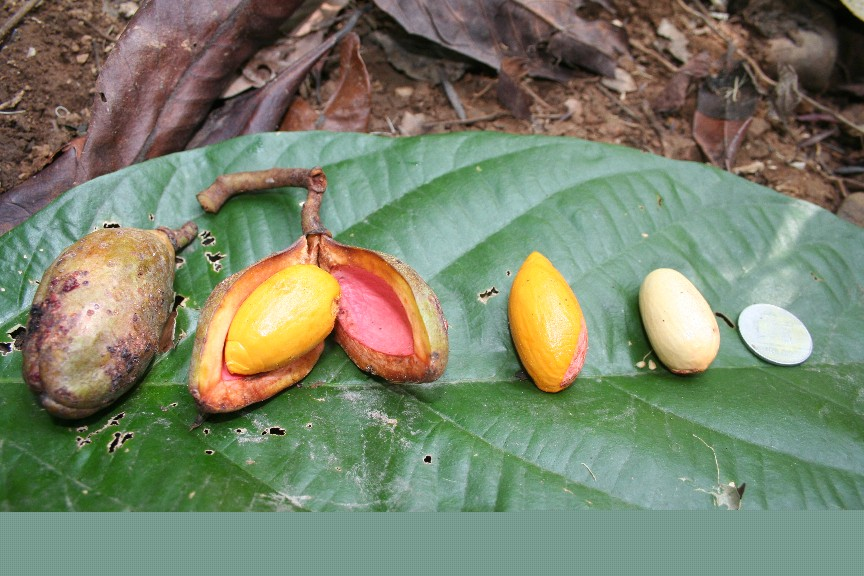

## Dottertaxa tillHorsfieldia, i alfabetisk ordning[1]
- Horsfieldia ampla
- Horsfieldia ampliformis
- Horsfieldia amplomontana
- Horsfieldia amygdalina
- Horsfieldia androphora
- Horsfieldia angularis
- Horsfieldia ardisiifolia
- Horsfieldia aruana
- Horsfieldia atjehensis
- Horsfieldia australiana
- Horsfieldia basifissa
- Horsfieldia borneensis
- Horsfieldia brachiata
- Horsfieldia carnosa
- Horsfieldia clavata
- Horsfieldia coriacea
- Horsfieldia corrugata
- Horsfieldia coryandra
- Horsfieldia costulata
- Horsfieldia crassifolia
- Horsfieldia crux-melitensis
- Horsfieldia decalvata
- Horsfieldia discolor
- Horsfieldia disticha
- Horsfieldia elongata
- Horsfieldia endertii
- Horsfieldia flocculosa
- Horsfieldia fragillima
- Horsfieldia fulva
- Horsfieldia glabra
- Horsfieldia gracilis
- Horsfieldia grandis
- Horsfieldia hellwigii
- Horsfieldia hirtiflora
- Horsfieldia inflexa
- Horsfieldia iriana
- Horsfieldia irya
- Horsfieldia iryaghedhi
- Horsfieldia kingii
- Horsfieldia laevigata
- Horsfieldia lancifolia
- Horsfieldia laticostata
- Horsfieldia leptantha
- Horsfieldia longiflora
- Horsfieldia macilenta
- Horsfieldia macrothyrsa
- Horsfieldia majuscula
- Horsfieldia micrantha
- Horsfieldia moluccana
- Horsfieldia montana
- Horsfieldia motleyi
- Horsfieldia nervosa
- Horsfieldia obscura
- Horsfieldia obscurinervia
- Horsfieldia obtusa
- Horsfieldia olens
- Horsfieldia oligocarpa
- Horsfieldia pachycarpa
- Horsfieldia pachyrachis
- Horsfieldia palauensis
- Horsfieldia pallidicaula
- Horsfieldia parviflora
- Horsfieldia paucinervis
- Horsfieldia penangiana
- Horsfieldia perangusta
- Horsfieldia pilifera
- Horsfieldia platantha
- Horsfieldia polyspherula
- Horsfieldia psilantha
- Horsfieldia pulcherrima
- Horsfieldia pulverulenta
- Horsfieldia punctata
- Horsfieldia punctatifolia
- Horsfieldia ralunensis
- Horsfieldia reticulata
- Horsfieldia ridleyana
- Horsfieldia romblonensis
- Horsfieldia rufolanata
- Horsfieldia sabulosa
- Horsfieldia samarensis
- Horsfieldia schlechteri
- Horsfieldia sepikensis
- Horsfieldia sessilifolia
- Horsfieldia sinclairii
- Horsfieldia smithii
- Horsfieldia sparsa
- Horsfieldia spicata
- Horsfieldia splendida
- Horsfieldia squamulosa
- Horsfieldia sterilis
- Horsfieldia subalpina
- Horsfieldia subtilis
- Horsfieldia sucosa
- Horsfieldia superba
- Horsfieldia sylvestris
- Horsfieldia talaudensis
- Horsfieldia tenuifolia
- Horsfieldia tomentosa
- Horsfieldia triandra
- Horsfieldia tristis
- Horsfieldia tuberculata
- Horsfieldia urceolata
- Horsfieldia wallichii
- Horsfieldia whitmorei
- Horsfieldia xanthina